# College English
College English es una publicación oficial del Consejo Nacional Estadounidense de Profesores de Inglés (National Council of Teachers of English) y está dirigida a profesores y académicos de inglés de nivel universitario. La revista revisada por pares publica artículos sobre una variedad de temas relacionados con la enseñanza de las artes del lenguaje inglés a nivel universitario, incluida la literatura, la retórica, la teoría crítica y la pedagogía. En ocasiones publica números especiales dedicados a temas específicos. Se puede acceder a su contenido electrónicamente a través de Education Resources Information Center (ERIC), ProQuest y JSTOR, y está indexado por  Modern Language Association (MLA).